# 바순디
바순디(Basundi)는 마하라슈트라 주, 카르나타카 주, 구자라트 주에서 유명한 인도의 디저트 중 하나이다. 바순디는 상대적으로 낮은 온도에서 우유를 끓이는 방법으로 만들어지는데 이때 우유가 반으로 줄어들 때까지 끓여야 한다.
끓이는 과정 중 진한 농도의 크림이 들어가기도 한다. 이는 밀도를 높이는 시간을 단축시키기 위해서이다. 맛을 더하기 위해 약간의 설탕, 카다멈, 사프란이 들어가는 경우도 있다. 설탕이 산성도를 높여 주기 때문에 바순디를 보관하기 전에는 추가적인 설탕을 곁들이면 좋다. 설탕을 더하기 전에는 보통 바순디의 밀도가 높아져 있지만  설탕을 넣으면 부드러워진다. 젓는 것 또한 바순디가 딱딱해지는 것을 막아준다. 바순디에는 보통 아몬드나 피스타치오가 곁들여진다.

## 같이 보기
- 라브리
- 우유잼